# Формула-1 — Чемпіонат 2007
Формула-1 2007 року — сезон чемпіонату світу з автоперегонів у класі Формула-1, який проводився під егідою FIA. Чемпіонат проходив у період з березня по жовтень та складався з 17 Гран-прі. Сезон розпочався на Гран-прі Австралії 18 березня та закінчився на Гран-прі Бразилії 21 жовтня. Кімі Ряйкконен здобув свій перший та єдиний титул, а його команда Ferrari виборола Кубок конструкторів.

## Команди та пілоти
Наступні команди та пілоти брали участь у Чемпіонаті світу 2007 року. Постачальник шин для всіх команд — Bridgestone.
| Команда                     | Конструктор        | Шасі           | Двигун           | №  | Пілот               | Гран-прі  |
| --------------------------- | ------------------ | -------------- | ---------------- | -- | ------------------- | --------- |
| Vodafone McLaren Mercedes   | McLaren-Mercedes   | MP4-22         | Mercedes FO 108T | 1  | Фернандо Алонсо     | Всі       |
| Vodafone McLaren Mercedes   | McLaren-Mercedes   | MP4-22         | Mercedes FO 108T | 2  | Льюїс Гамільтон     | Всі       |
| ING Renault F1 Team         | Renault            | R27            | Renault RS27     | 3  | Джанкарло Фізікелла | Всі       |
| ING Renault F1 Team         | Renault            | R27            | Renault RS27     | 4  | Гейккі Ковалайнен   | Всі       |
| Scuderia Ferrari Marlboro   | Ferrari            | F2007          | Ferrari 056 2007 | 5  | Феліпе Масса        | Всі       |
| Scuderia Ferrari Marlboro   | Ferrari            | F2007          | Ferrari 056 2007 | 6  | Кімі Ряйкконен      | Всі       |
| Honda Racing F1 Team        | Honda              | RA107          | Honda RA807E     | 7  | Дженсон Баттон      | Всі       |
| Honda Racing F1 Team        | Honda              | RA107          | Honda RA807E     | 8  | Рубенс Баррікелло   | Всі       |
| BMW Sauber F1 Team          | BMW Sauber         | F1.07          | BMW P86/7        | 9  | Нік Гайдфельд       | Всі       |
| BMW Sauber F1 Team          | BMW Sauber         | F1.07          | BMW P86/7        | 10 | Роберт Кубіца       | 1–6, 8–17 |
| BMW Sauber F1 Team          | BMW Sauber         | F1.07          | BMW P86/7        | 10 | Себастьян Феттель   | 7         |
| Panasonic Toyota Racing     | Toyota             | TF107          | Toyota RVX-07    | 11 | Ральф Шумахер       | Всі       |
| Panasonic Toyota Racing     | Toyota             | TF107          | Toyota RVX-07    | 12 | Ярно Труллі         | Всі       |
| Red Bull Racing             | Red Bull-Renault   | RB3            | Renault RS27     | 14 | Девід Култгард      | Всі       |
| Red Bull Racing             | Red Bull-Renault   | RB3            | Renault RS27     | 15 | Марк Веббер         | Всі       |
| AT&T Williams               | Williams-Toyota    | FW29           | Toyota RVX-07    | 16 | Ніко Росберг        | Всі       |
| AT&T Williams               | Williams-Toyota    | FW29           | Toyota RVX-07    | 17 | Александр Вюрц      | 1–16      |
| AT&T Williams               | Williams-Toyota    | FW29           | Toyota RVX-07    | 17 | Кадзукі Накадзіма   | 17        |
| Scuderia Toro Rosso         | Toro Rosso-Ferrari | STR2           | Ferrari 056 2006 | 18 | Вітантоніо Ліуцці   | Всі       |
| Scuderia Toro Rosso         | Toro Rosso-Ferrari | STR2           | Ferrari 056 2006 | 19 | Скотт Спід          | 1–10      |
| Scuderia Toro Rosso         | Toro Rosso-Ferrari | STR2           | Ferrari 056 2006 | 19 | Себастьян Феттель   | 11–17     |
| Etihad Aldar Spyker F1 Team | Spyker-Ferrari     | F8-VII F8-VIIB | Ferrari 056 2006 | 20 | Адріан Сутіл        | Всі       |
| Etihad Aldar Spyker F1 Team | Spyker-Ferrari     | F8-VII F8-VIIB | Ferrari 056 2006 | 21 | Крістіян Альберс    | 1–9       |
| Etihad Aldar Spyker F1 Team | Spyker-Ferrari     | F8-VII F8-VIIB | Ferrari 056 2006 | 21 | Маркус Вінкельгок   | 10        |
| Etihad Aldar Spyker F1 Team | Spyker-Ferrari     | F8-VII F8-VIIB | Ferrari 056 2006 | 21 | Сакон Ямамото       | 11–17     |
| Super Aguri F1 Team         | Super Aguri-Honda  | SA07           | Honda RA807E     | 22 | Такума Сато         | Всі       |
| Super Aguri F1 Team         | Super Aguri-Honda  | SA07           | Honda RA807E     | 23 | Ентоні Девідсон     | Всі       |
| Джерело:                    |                    |                |                  |    |                     |           |

- Усі двигуни були в конфігурації V8 з робочим об’ємом 2,4 л.[3]

## Календар
| №        | Гран-прі                  | Траса                                        | Дата       |
| -------- | ------------------------- | -------------------------------------------- | ---------- |
| 1        | Гран-прі Австралії        | Альберт-Парк, Мельбурн                       | 18 березня |
| 2        | Гран-прі Малайзії         | Міжнародний автодром Сепанг, Куала-Лумпур    | 8 квітня   |
| 3        | Гран-прі Бахрейну         | Міжнародний автодром Бахрейну, Сахір         | 15 квітня  |
| 4        | Гран-прі Іспанії          | Каталунья, Монмало                           | 13 травня  |
| 5        | Гран-прі Монако           | Міська траса Монте-Карло, Монте-Карло        | 27 травня  |
| 6        | Гран-прі Канади           | Автодром імені Жиля Вільнева, Монреаль       | 10 червня  |
| 7        | Гран-прі США              | Індіанаполіс Мотор Спідвей, Спідвей, Індіана | 17 червня  |
| 8        | Гран-прі Франції          | Невер Маньї-Кур, Маньї-Кур                   | 1 липня    |
| 9        | Гран-прі Великої Британії | Автодром Сільверстоун, Сільверстоун          | 8 липня    |
| 10       | Гран-прі Європи           | Нюрбургринг, Нюрбург                         | 22 липня   |
| 11       | Гран-прі Угорщини         | Хунгароринг, Модьород                        | 5 серпня   |
| 12       | Гран-прі Туреччини        | Істанбул Парк, Стамбул                       | 26 серпня  |
| 13       | Гран-прі Італії           | Автодром Монца, Монца                        | 9 вересня  |
| 14       | Гран-прі Бельгії          | Спа-Франкоршам, Спа                          | 16 вересня |
| 15       | Гран-прі Японії           | Автодром Фудзі, Ояма, Сідзуока               | 30 вересня |
| 16       | Гран-прі Китаю            | Міжнародний автодром Шанхая, Шанхай          | 7 жовтня   |
| 17       | Гран-прі Бразилії         | Інтерлагус, Сан-Паулу                        | 21 жовтня  |
| Джерело: |                           |                                              |            |

### Зміни в календарі
- 29 серпня 2006 року FIA опублікувала попередній календар Чемпіонату світу Формули-1 на 2007 рік. Гран-прі Сан-Марино та Гран-прі Європи були виключені, хоча європейський етап пізніше повернувся в календар.[5] Остаточний календар, який підтвердив, що Гран-прі Сан-Марино не повернеться, був опублікований 18 жовтня 2006 року.[6]

- Вперше майже за півстоліття Гран-прі Німеччини не проводилося в результаті того, що траси, які раніше приймали гонку в Німеччині, почали щорічно чергуватися для організації Гран-прі Німеччини. Проте промоутер гонки в Гоккенгаймі контролював права на назву «Гран-прі Німеччини» і їм не вдалося досягти угоди щодо прав на назву з автодромом Нюрбургринга. Тому гонка на Нюрбургрингу зберегла свою попередню назву — Гран-прі Європи.[7]

- Гран-прі Японії перемістили на реконструйовану трасу Фудзі компанії Toyota, на якій перегони Формули-1 не проводились з 1977 року. З 1987 до 2006 року японський етап проводився на трасі Судзука, що належить компанії Honda.[8]

- Гран-прі Бельгії повернулося після однорічної відсутності в 2006 році через технічне обслуговування траси Спа-Франкоршам.[9]

- Вперше з 1975 року жодна країна не приймала більше одного Гран-прі.

## Результати та положення в заліках

### Гран-прі
| №        | Гран-прі                  | Поул-позиція    | Швидке коло     | Переможець      | Конструктор      | Звіт |
| -------- | ------------------------- | --------------- | --------------- | --------------- | ---------------- | ---- |
| 1        | Гран-прі Австралії        | Кімі Ряйкконен  | Кімі Ряйкконен  | Кімі Ряйкконен  | Ferrari          | Звіт |
| 2        | Гран-прі Малайзії         | Феліпе Масса    | Льюїс Гамільтон | Фернандо Алонсо | McLaren-Mercedes | Звіт |
| 3        | Гран-прі Бахрейну         | Феліпе Масса    | Феліпе Масса    | Феліпе Масса    | Ferrari          | Звіт |
| 4        | Гран-прі Іспанії          | Феліпе Масса    | Феліпе Масса    | Феліпе Масса    | Ferrari          | Звіт |
| 5        | Гран-прі Монако           | Фернандо Алонсо | Фернандо Алонсо | Фернандо Алонсо | McLaren-Mercedes | Звіт |
| 6        | Гран-прі Канади           | Льюїс Гамільтон | Фернандо Алонсо | Льюїс Гамільтон | McLaren-Mercedes | Звіт |
| 7        | Гран-прі США              | Льюїс Гамільтон | Кімі Ряйкконен  | Льюїс Гамільтон | McLaren-Mercedes | Звіт |
| 8        | Гран-прі Франції          | Феліпе Масса    | Феліпе Масса    | Кімі Ряйкконен  | Ferrari          | Звіт |
| 9        | Гран-прі Великої Британії | Льюїс Гамільтон | Кімі Ряйкконен  | Кімі Ряйкконен  | Ferrari          | Звіт |
| 10       | Гран-прі Європи           | Кімі Ряйкконен  | Феліпе Масса    | Фернандо Алонсо | McLaren-Mercedes | Звіт |
| 11       | Гран-прі Угорщини         | Льюїс Гамільтон | Кімі Ряйкконен  | Льюїс Гамільтон | McLaren-Mercedes | Звіт |
| 12       | Гран-прі Туреччини        | Феліпе Масса    | Кімі Ряйкконен  | Феліпе Масса    | Ferrari          | Звіт |
| 13       | Гран-прі Італії           | Фернандо Алонсо | Фернандо Алонсо | Фернандо Алонсо | McLaren-Mercedes | Звіт |
| 14       | Гран-прі Бельгії          | Кімі Ряйкконен  | Феліпе Масса    | Кімі Ряйкконен  | Ferrari          | Звіт |
| 15       | Гран-прі Японії           | Льюїс Гамільтон | Льюїс Гамільтон | Льюїс Гамільтон | McLaren-Mercedes | Звіт |
| 16       | Гран-прі Китаю            | Льюїс Гамільтон | Феліпе Масса    | Кімі Ряйкконен  | Ferrari          | Звіт |
| 17       | Гран-прі Бразилії         | Феліпе Масса    | Кімі Ряйкконен  | Кімі Ряйкконен  | Ferrari          | Звіт |
| Джерело: |                           |                 |                 |                 |                  |      |

### Пілоти
Очки отримують перші вісім пілотів.
| Позиція | 1-ша | 2-га | 3-тя | 4-та | 5-та | 6-та | 7-ма | 8-ма |
| Очки    | 10   | 8    | 6    | 5    | 4    | 3    | 2    | 1    |

| Поз.     | Пілот               | АВС  | МАЛ  | БАХ  | ІСП  | МОН  | КАН  | США  | ФРА  | ВЕЛ  | ЄВР  | УГО  | ТУР  | ІТА  | БЕЛ  | ЯПО  | КИТ  | БРА  | Очки |
| -------- | ------------------- | ---- | ---- | ---- | ---- | ---- | ---- | ---- | ---- | ---- | ---- | ---- | ---- | ---- | ---- | ---- | ---- | ---- | ---- |
| 1        | Кімі Ряйкконен      | 1    | 3    | 3    | Схід | 8    | 5    | 4    | 1    | 1    | Схід | 2    | 2    | 3    | 1    | 3    | 1    | 1    | 110  |
| 2        | Льюїс Гамільтон     | 3    | 2    | 2    | 2    | 2    | 1    | 1    | 3    | 3    | 9    | 1    | 5    | 2    | 4    | 1    | Схід | 7    | 109  |
| 3        | Фернандо Алонсо     | 2    | 1    | 5    | 3    | 1    | 7    | 2    | 7    | 2    | 1    | 4    | 3    | 1    | 3    | Схід | 2    | 3    | 109  |
| 4        | Феліпе Масса        | 6    | 5    | 1    | 1    | 3    | ДСК  | 3    | 2    | 5    | 2    | 13   | 1    | Схід | 2    | 6    | 3    | 2    | 94   |
| 5        | Нік Гайдфельд       | 4    | 4    | 4    | Схід | 6    | 2    | Схід | 5    | 6    | 6    | 3    | 4    | 4    | 5    | 14†  | 7    | 6    | 61   |
| 6        | Роберт Кубіца       | Схід | 18   | 6    | 4    | 5    | Схід |      | 4    | 4    | 7    | 5    | 8    | 5    | 9    | 7    | Схід | 5    | 39   |
| 7        | Гейккі Ковалайнен   | 10   | 8    | 9    | 7    | 13†  | 4    | 5    | 15   | 7    | 8    | 8    | 6    | 7    | 8    | 2    | 9    | Схід | 30   |
| 8        | Джанкарло Фізікелла | 5    | 6    | 8    | 9    | 4    | ДСК  | 9    | 6    | 8    | 10   | 12   | 9    | 12   | Схід | 5    | 11   | Схід | 21   |
| 9        | Ніко Росберг        | 7    | Схід | 10   | 6    | 12   | 10   | 16†  | 9    | 12   | Схід | 7    | 7    | 6    | 6    | Схід | 16   | 4    | 20   |
| 10       | Девід Култгард      | Схід | Схід | Схід | 5    | 14   | Схід | Схід | 13   | 11   | 5    | 11   | 10   | Схід | Схід | 4    | 8    | 9    | 14   |
| 11       | Александр Вюрц      | Схід | 9    | 11   | Схід | 7    | 3    | 10   | 14   | 13   | 4    | 14   | 11   | 13   | Схід | Схід | 12   |      | 13   |
| 12       | Марк Веббер         | 13   | 10   | Схід | Схід | Схід | 9    | 7    | 12   | Схід | 3    | 9    | Схід | 9    | 7    | Схід | 10   | Схід | 10   |
| 13       | Ярно Труллі         | 9    | 7    | 7    | Схід | 15   | Схід | 6    | Схід | Схід | 13   | 10   | 16   | 11   | 11   | 13   | 13   | 8    | 8    |
| 14       | Себастьян Феттель   |      |      |      |      |      |      | 8    |      |      |      | 16   | 19   | 18   | Схід | Схід | 4    | Схід | 6    |
| 15       | Дженсон Баттон      | 15   | 12   | Схід | 12   | 11   | Схід | 12   | 8    | 10   | Схід | Схід | 13   | 8    | Схід | 11†  | 5    | Схід | 6    |
| 16       | Ральф Шумахер       | 8    | 15   | 12   | Схід | 16   | 8    | Схід | 10   | Схід | Схід | 6    | 12   | 15   | 10   | Схід | Схід | 11   | 5    |
| 17       | Такума Сато         | 12   | 13   | Схід | 8    | 17   | 6    | Схід | 16   | 14   | Схід | 15   | 18   | 16   | 15   | 15†  | 14   | 12   | 4    |
| 18       | Вітантоніо Ліуцці   | 14   | 17   | Схід | Схід | Схід | Схід | 17†  | Схід | 16†  | Схід | Схід | 15   | 17   | 12   | 9    | 6    | 13   | 3    |
| 19       | Адріан Сутіл        | 17   | Схід | 15   | 13   | Схід | Схід | 14   | 17   | Схід | Схід | 17   | 21†  | 19   | 14   | 8    | Схід | Схід | 1    |
| 20       | Рубенс Баррікелло   | 11   | 11   | 13   | 10   | 10   | 12   | Схід | 11   | 9    | 11   | 18   | 17   | 10   | 13   | 10   | 15   | Схід | 0    |
| 21       | Скотт Спід          | Схід | 14   | Схід | Схід | 9    | Схід | 13   | Схід | Схід | Схід |      |      |      |      |      |      |      | 0    |
| 22       | Кадзукі Накадзіма   |      |      |      |      |      |      |      |      |      |      |      |      |      |      |      |      | 10   | 0    |
| 23       | Ентоні Девідсон     | 16   | 16   | 16†  | 11   | 18   | 11   | 11   | Схід | Схід | 12   | Схід | 14   | 14   | 16   | Схід | Схід | 14   | 0    |
| 24       | Сакон Ямамото       |      |      |      |      |      |      |      |      |      |      | Схід | 20   | 20   | 17   | 12   | 17   | Схід | 0    |
| 25       | Крістіян Альберс    | Схід | Схід | 14   | 14   | 19†  | Схід | 15   | Схід | 15   |      |      |      |      |      |      |      |      | 0    |
| —        | Маркус Вінкельгок   |      |      |      |      |      |      |      |      |      | Схід |      |      |      |      |      |      |      | 0    |
| Поз.     | Пілот               | АВС  | МАЛ  | БАХ  | ІСП  | МОН  | КАН  | США  | ФРА  | ВЕЛ  | ЄВР  | УГО  | ТУР  | ІТА  | БЕЛ  | ЯПО  | КИТ  | БРА  | Очки |
| Джерело: |                     |      |      |      |      |      |      |      |      |      |      |      |      |      |      |      |      |      |      |

| Приклад      | Опис                                                              |
| ------------ | ----------------------------------------------------------------- |
| 1            | Переможець                                                        |
| 2            | Друге місце                                                       |
| 3            | Третє місце                                                       |
| 5            | Фінішував у очковій зоні                                          |
| 12           | Фінішував поза очковою зоною                                      |
| НКЛ          | Фінішував, але не класифікований                                  |
| Схід         | Не фінішував і не класифікований                                  |
| НКВ          | Не кваліфікований                                                 |
| НПКВ         | Не передкваліфікований                                            |
| ДСК          | Дискваліфікований                                                 |
| ТТР          | Брав участь тільки в тренуваннях                                  |
| тест         | Тестер по п'ятницях (з 2003 року)                                 |
| НС           | Брав участь у Гран-прі як бойовий пілот, але не стартував у гонці |
| Т            | Травмований чи хворий                                             |
| Викл         | Виключений із протоколу                                           |
| Від          | Відмова від участі                                                |
| НТР          | Не брав участі в тренуваннях                                      |
| НПР          | Не прибув на Гран-прі                                             |
| С            | Гонка скасована                                                   |
|              | Не брав участі                                                    |
| Жирний шрифт | Поул-позиція                                                      |
| Курсив       | Швидке коло                                                       |

Примітки:
- — Пілоти, що не фінішували на Гран-прі, але були класифіковані, оскільки подолали понад 90 % дистанції.

### Конструктори
| Поз.     | Конструктор        | №  | АВС  | МАЛ  | БАХ  | ІСП  | МОН  | КАН  | США  | ФРА  | ВЕЛ  | ЄВР  | УГО  | ТУР  | ІТА  | БЕЛ  | ЯПО  | КИТ  | БРА  | Очки    |
| -------- | ------------------ | -- | ---- | ---- | ---- | ---- | ---- | ---- | ---- | ---- | ---- | ---- | ---- | ---- | ---- | ---- | ---- | ---- | ---- | ------- |
| 1        | Ferrari            | 5  | 6    | 5    | 1    | 1    | 3    | ДСК  | 3    | 2    | 5    | 2    | 13   | 1    | Схід | 2    | 6    | 3    | 2    | 204     |
| 1        | Ferrari            | 6  | 1    | 3    | 3    | Схід | 8    | 5    | 4    | 1    | 1    | Схід | 2    | 2    | 3    | 1    | 3    | 1    | 1    | 204     |
| 2        | BMW Sauber         | 9  | 4    | 4    | 4    | Схід | 6    | 2    | Схід | 5    | 6    | 6    | 3    | 4    | 4    | 5    | 14†  | 7    | 6    | 101     |
| 2        | BMW Sauber         | 10 | Схід | 18   | 6    | 4    | 5    | Схід | 8    | 4    | 4    | 7    | 5    | 8    | 5    | 9    | 7    | Схід | 5    | 101     |
| 3        | Renault            | 3  | 5    | 6    | 8    | 9    | 4    | ДСК  | 9    | 6    | 8    | 10   | 12   | 9    | 12   | Схід | 5    | 11   | Схід | 51      |
| 3        | Renault            | 4  | 10   | 8    | 9    | 7    | 13†  | 4    | 5    | 15   | 7    | 8    | 8    | 6    | 7    | 8    | 2    | 9    | Схід | 51      |
| 4        | Williams-Toyota    | 16 | 7    | Схід | 10   | 6    | 12   | 10   | 16†  | 9    | 12   | Схід | 7    | 7    | 6    | 6    | Схід | 16   | 4    | 33      |
| 4        | Williams-Toyota    | 17 | Схід | 9    | 11   | Схід | 7    | 3    | 10   | 14   | 13   | 4    | 14   | 11   | 13   | Схід | Схід | 12   | 10   | 33      |
| 5        | Red Bull-Renault   | 14 | Схід | Схід | Схід | 5    | 14   | Схід | Схід | 13   | 11   | 5    | 11   | 10   | Схід | Схід | 4    | 8    | 9    | 24      |
| 5        | Red Bull-Renault   | 15 | 13   | 10   | Схід | Схід | Схід | 9    | 7    | 12   | Схід | 3    | 9    | Схід | 9    | 7    | Схід | 10   | Схід | 24      |
| 6        | Toyota             | 11 | 8    | 15   | 12   | Схід | 16   | 8    | Схід | 10   | Схід | Схід | 6    | 12   | 15   | 10   | Схід | Схід | 11   | 13      |
| 6        | Toyota             | 12 | 9    | 7    | 7    | Схід | 15   | Схід | 6    | Схід | Схід | 13   | 10   | 16   | 11   | 11   | 13   | 13   | 8    | 13      |
| 7        | Toro Rosso-Ferrari | 18 | 14   | 17   | Схід | Схід | Схід | Схід | 17†  | Схід | 16†  | Схід | Схід | 15   | 17   | 12   | 9    | 6    | 13   | 8       |
| 7        | Toro Rosso-Ferrari | 19 | Схід | 14   | Схід | Схід | 9    | Схід | 13   | Схід | Схід | Схід | 16   | 19   | 18   | Схід | Схід | 4    | Схід | 8       |
| 8        | Honda              | 7  | 15   | 12   | Схід | 12   | 11   | Схід | 12   | 8    | 10   | Схід | Схід | 13   | 8    | Схід | 11†  | 5    | Схід | 6       |
| 8        | Honda              | 8  | 11   | 11   | 13   | 10   | 10   | 12   | Схід | 11   | 9    | 11   | 18   | 17   | 10   | 13   | 10   | 15   | Схід | 6       |
| 9        | Super Aguri-Honda  | 22 | 12   | 13   | Схід | 8    | 17   | 6    | Схід | 16   | 14   | Схід | 15   | 18   | 16   | 15   | 15†  | 14   | 12   | 4       |
| 9        | Super Aguri-Honda  | 23 | 16   | 16   | 16†  | 11   | 18   | 11   | 11   | Схід | Схід | 12   | Схід | 14   | 14   | 16   | Схід | Схід | 14   | 4       |
| 10       | Spyker-Ferrari     | 20 | 17   | Схід | 15   | 13   | Схід | Схід | 14   | 17   | Схід | Схід | 17   | 21†  | 19   | 14   | 8    | Схід | Схід | 1       |
| 10       | Spyker-Ferrari     | 21 | Схід | Схід | 14   | 14   | 19†  | Схід | 15   | Схід | 15   | Схід | Схід | 20   | 20   | 17   | 12   | 17   | Схід | 1       |
| Викл     | McLaren-Mercedes   | 1  | 2    | 1    | 5    | 3    | 1    | 7    | 2    | 7    | 2    | 1    | 4    | 3    | 1    | 3    | Схід | 2    | 3    | 0 (218) |
| Викл     | McLaren-Mercedes   | 2  | 3    | 2    | 2    | 2    | 2    | 1    | 1    | 3    | 3    | 9    | 1    | 5    | 2    | 4    | 1    | Схід | 7    | 0 (218) |
| Поз.     | Конструктор        | №  | АВС  | МАЛ  | БАХ  | ІСП  | МОН  | КАН  | США  | ФРА  | ВЕЛ  | ЄВР  | УГО  | ТУР  | ІТА  | БЕЛ  | ЯПО  | КИТ  | БРА  | Очки    |
| Джерело: |                    |    |      |      |      |      |      |      |      |      |      |      |      |      |      |      |      |      |      |         |

| Приклад      | Опис                                                              |
| ------------ | ----------------------------------------------------------------- |
| 1            | Переможець                                                        |
| 2            | Друге місце                                                       |
| 3            | Третє місце                                                       |
| 5            | Фінішував у очковій зоні                                          |
| 12           | Фінішував поза очковою зоною                                      |
| НКЛ          | Фінішував, але не класифікований                                  |
| Схід         | Не фінішував і не класифікований                                  |
| НКВ          | Не кваліфікований                                                 |
| НПКВ         | Не передкваліфікований                                            |
| ДСК          | Дискваліфікований                                                 |
| ТТР          | Брав участь тільки в тренуваннях                                  |
| тест         | Тестер по п'ятницях (з 2003 року)                                 |
| НС           | Брав участь у Гран-прі як бойовий пілот, але не стартував у гонці |
| Т            | Травмований чи хворий                                             |
| Викл         | Виключений із протоколу                                           |
| Від          | Відмова від участі                                                |
| НТР          | Не брав участі в тренуваннях                                      |
| НПР          | Не прибув на Гран-прі                                             |
| С            | Гонка скасована                                                   |
|              | Не брав участі                                                    |
| Жирний шрифт | Поул-позиція                                                      |
| Курсив       | Швидке коло                                                       |

Примітки:
- — Пілоти, що не фінішували на Гран-прі, але були класифіковані, оскільки подолали понад 90 % дистанції.

## Виноски
1. ↑  Фернандо Алонсо встановив найшвидший час в кваліфікації, але отримав 5 штрафних місць за блокування Льюїса Гамільтона на піт-лейні. Гамільтон кваліфікувався другим і успадкував поул-позицію Алонсо.[10]
2. ↑  Команда McLaren не була нагороджена ні очками Кубка конструкторів, ні кубком на подіумі.[10]
3. ↑  McLaren не було дозволено мати представника команди на подіумі, крім пілота.
4. 1 2  Після інциденту в кінці третього сегменту кваліфікації на Гран-прі Угорщини FIA було прийнято рішення про те, що через командні порушення під час кваліфікації McLaren не буде нараховувати жодних очок. Пілоти, однак, збережуть здобуті очки для чемпіонату серед пілотів. Це покарання було оскаржено командою, але вони відкликали оскарження після більшого покарання пізніше в цьому ж році.[14][15]
5. ↑  Пілоти McLaren разом набрали 218 очок, але на додаток до штрафу на Гран-прі Угорщини, команда McLaren була позбавлена усіх здобутих очок в Кубку конструкторів у результаті рішення Всесвітньої ради автоспорту щодо шпигунської суперечки перед Гран-прі Бельгії.[16]